# 韓慧里
韓惠利（韓語：한혜리，1997年8月24日—），女，韓國歌手。曾以明星帝國娛樂旗下練習生身份參加PRODUCE 101，最終止步12強；後以限定企劃團體I.B.I成員出道。在2016年與明星帝國娛樂簽約，原OMZM預備成員，2017年與所屬經紀公司商議後解約，後參加《MIXNINE》。

## 影視綜藝

### 綜藝節目
| 年份 | 日期               | 電視台 | 節目名稱             | 備註                                  |
| 2016 | 1月22日 - 4月1日   | Mnet   | 《PRODUCE 101》      | 最終排名：12                          |
| 2016 | 7月15日            | Mnet   | 《連線好朋友 I.O.I》 |                                       |
| 2016 | 10月8日 - 11月12日 | JTBC   | 《Hello I.B.I》      | 與I.B.I 成員 海印 、昭希、彩暻 、秀炫 |

### 電視劇
| 年份 | 電視臺 | 電視劇名稱               | 角色名稱 | 性質   |
| 2017 | SBS    | 《偶像大师.KR-追逐梦想》 | Yeri     | 女配角 |

## 外部連結
- 慧里的Instagram帳戶